# Anton Gottstein
Anton Gottstein (7. prosince 1893, Hořejší Vrchlabí – 22. srpna 1982, Vrchlabí) byl československý lyžař.

## Sportovní kariéra
Na I. ZOH v Chamonix 1924 skončil v běhu na lyžích na 50 km na 14. místě a na 18 km na 18. místě. Závodil za ČKSS Jilemnice.